# Galeria Spada
Galeria Spada (em italiano:  Galleria Spada) é um museu em Roma, Itália, abrigado no Palazzo Spada e localizado no rione Regola, na piazza Capo di Ferro. O complexo é famoso por sua fachada e pela chamada Perpesctiva de Borromini, uma galeria que, através de uma perspectiva forçada, cria a ilusão de comprimento e profundidade muito maior do que a realidade, obra de Francesco Borromini.
As obras expostas são pinturas dos séculos XVI e XVII.

## História e a Perspectiva de Borromini
A galeria foi originalmente construída pelo cardeal Girolamo Capodiferro. Bartolomeo Baronino, de Casale Monferrato, foi o arquiteto e Giulio Mazzoni e sua equipe são responsáveis pela luxuosa decoração em estuque do interior e do exterior. O palácio foi comprado pelo cardeal Spada em 1632, que encomendou ao arquiteto barroco Francesco Borromini. Foi durante esta reforma que ele criou sua obra-prima de ilusão de ótica através de uma perspectiva forçada na forma de uma arcada no pátio que, através de fileiras de colunas de tamanho gradativamente menor e um piso ascendente, cria a ilusão de uma galeria de 37 metros de comprimento, mas que tem apenas oito metros. No fundo, uma estátua que aparentemente tem o tamanho natural, tem apenas 60 centímetros de altura. Borromini teve o apoio de uma matemático, o padre Giovanni Maria da Bitonto, para conseguir realizar o feito.
O complexo foi comprado em novembro de 1926 pelo Estado Italiano para abrigar uma galeria de arte e o Conselho de Estado. A primeira foi inaugurada em 1927 no Palazzo Spada, permaneceu fechada na década de 1940 e reabriu em 1951 graças aos esforços do curador das galerias de Roma, Anchille Bertini Calosso, e do diretor, Frederico Zeri. Este foi encarregado de localizar as obras ainda existentes que foram dispersadas durante Segunda Guerra Mundial com o objetivo de recriar o layout original dos séculos XVI-XVII da galeria, incluindo o posicionamento das telas, da mobília e das esculturas. A maior parte das obras veio da coleção privada de Bernardino Spada, complementada, em menor escala, por outras coleções, como a de Virgilio Spada.

## Descrição
O museu fica no primeiro piso do Palazzo Spada, na ala que pertencia ao cardeal Girolamo Capodiferro, que havia construído o museu utilizando os restos históricos da antiga casa de sua família, que se estabelecera ali em 1548:
- Sala I: chamada "Sala dos Papas" por causa de suas cinquenta inscrições descrevendo a vida de alguns pontífices selecionados, foi encomendada pelo cardeal Bernardino. Era conhecida também como "Sala do Teto Azure" por causa do teto coberto por uma tela azul-turquesa dividida em diversos pequenos pedaços marcados como "camerini da verno"),[3] um termo que significa "pequenas cabines de inverno" no dialeto romanesco. O teto é de 1777.
- Sala II: esta sala foi criada juntamente com a Sala III. A parte superior das paredes estava dedcoradas com frisos em têmpera em tela por Perino del Vaga. O resto estava originalmente revestida por um apainelamento pintado, hoje perdido.
- Sala III: chamada de "Galeria do Cardeal", foi projetada por Paolo Maruscelli em 1636-7 junbtamente com a Sala II para abrigar a coleção de arte de Bernardino Spada. O teto é treliçado e janelas francesas se abrem para pequenas galerias, uma das quais com uma grade de ferro de frente para um grande jardim.
- Sala IV: esta última sala foi construída sobre uma galeria de madeira que se abre para um jardim e abriga obras dos caravagistas.

## Obras de arte
Entre as obras mais importantes, estão:
- Andrea del Sarto: "Visitação"
- Jan Brueghel, o Velho: "Paisagem com Moinhos"
- Michelangelo Cerquozzi: "Revolta de Masaniello"
- Giovan Battista Gaulli (Il Baciccia): "Triunfo do Nome de Jesus", rascunho para um afresco na Igreja de Jesus; "Cristo e a Samaritana"
- Artemisia Gentileschi: "Santa Cecília"; "Madona com o Menino"
- Orazio Gentileschi: "David com a cabeça de Golias"
- Guercino: "Morte de Dido", "Retrato do cardeal Bernardino Spada"
- Giovanni Lanfranco: "Caim e Abel"
- Giovanni Andrea Donducci (Il Mastelletta): "Tales"
- Parmigianino (escola): "Três cabeças"
- Mattia Preti: "Cristo tentado por Satã"; "Cristo e a Adúltera"
- Guido Reni: "Retrato do cardeal Bernardino Spada"; "São Jerônimo"
- Pietro Testa: "Alegoria do Massacre dos Inocentes"
- Ticiano: "Retrato de um Músico"
- Francesco Trevisani: "Banquete de Marco Antônio e Cleópatra"
- Pieter van Laer (il Bamboccio): "Tempestade"; "Noturno"

Há ainda obras de:
- Peter Paul Rubens
- Albrecht Dürer
- Caravaggio
- Domenichino
- Annibale Carracci
- Salvator Rosa
- Francesco Solimena

## Galeria

Obras da Galeria
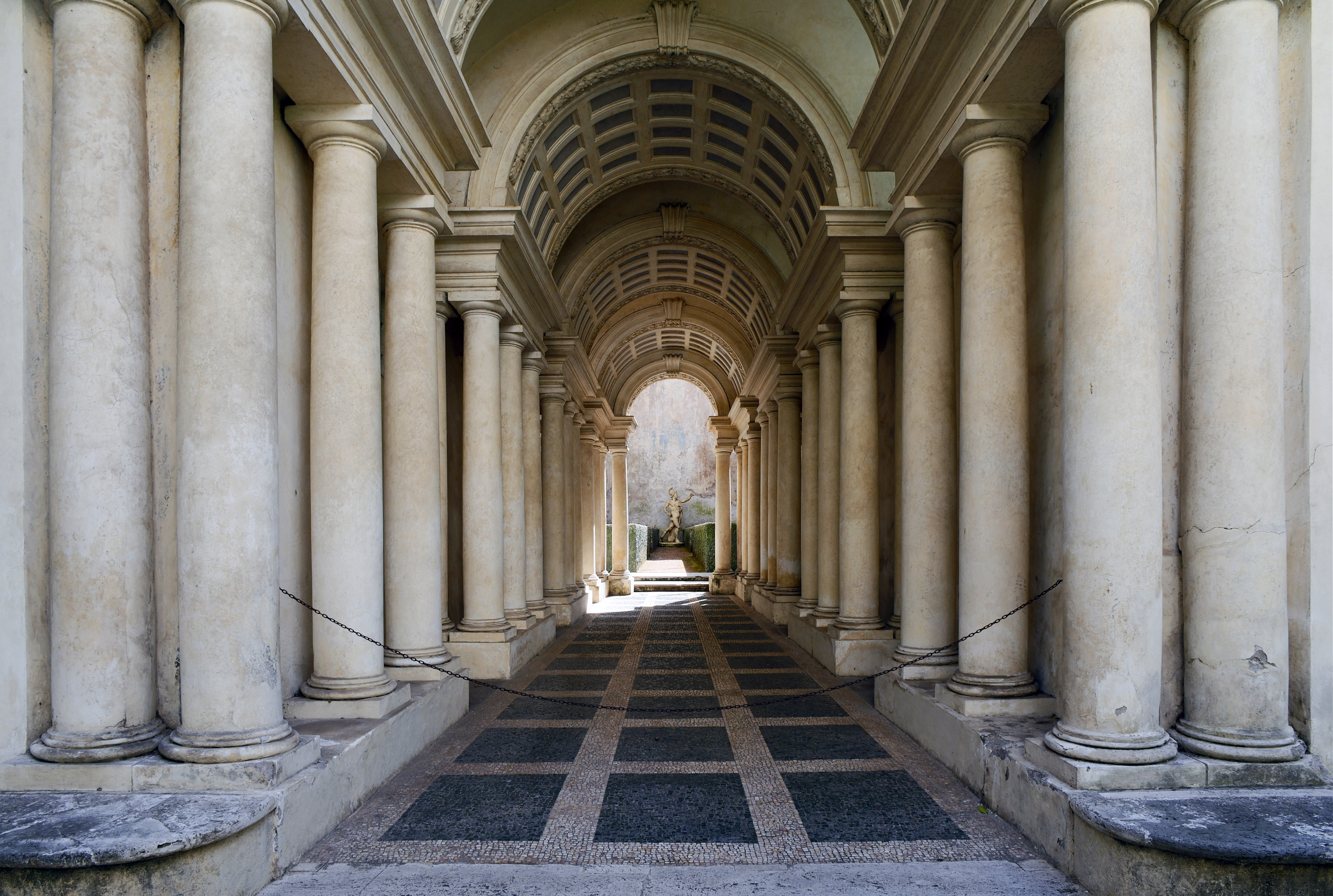
Perspectiva de Borromini vista de frente...
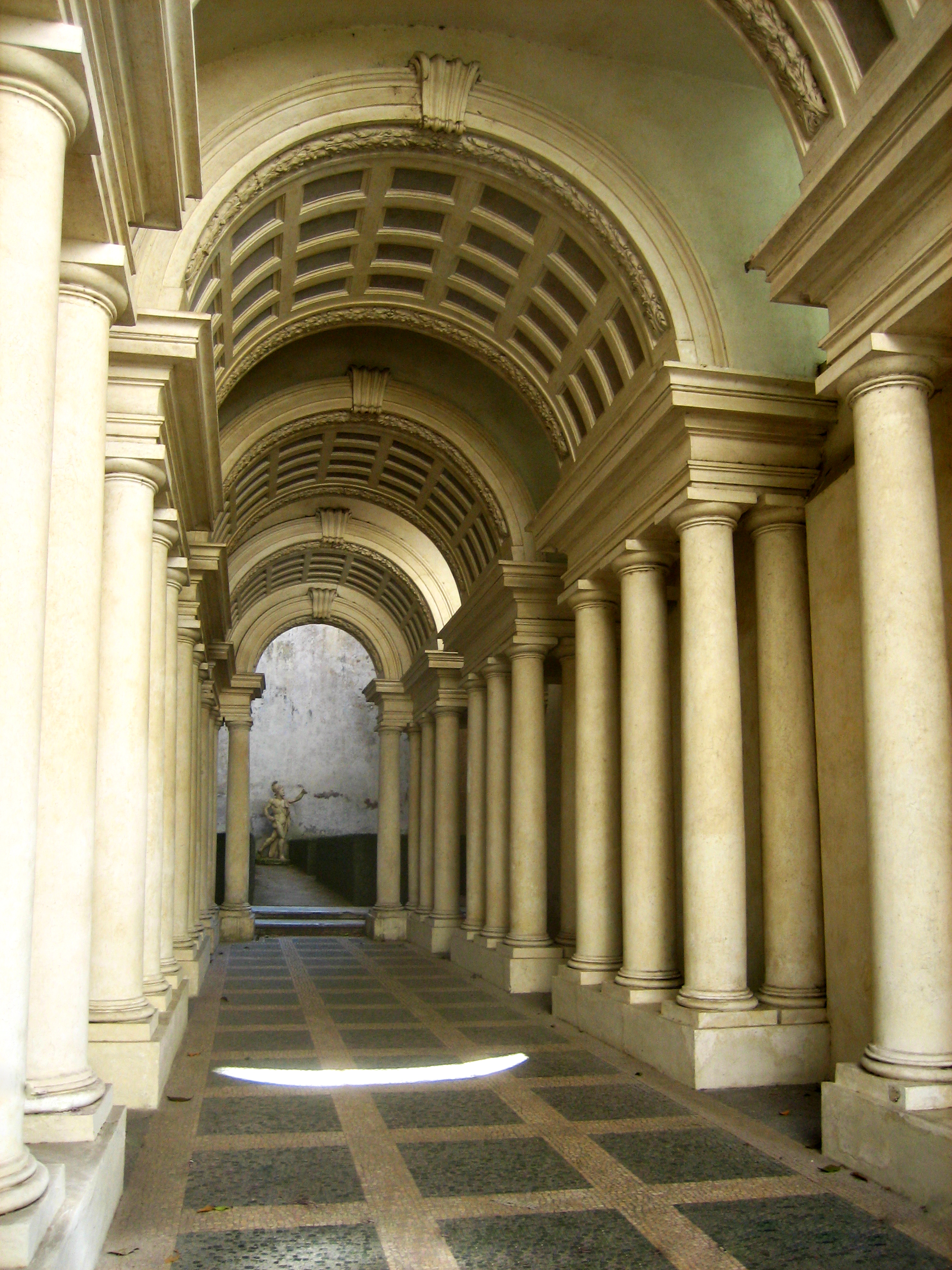
...e lateralmente.
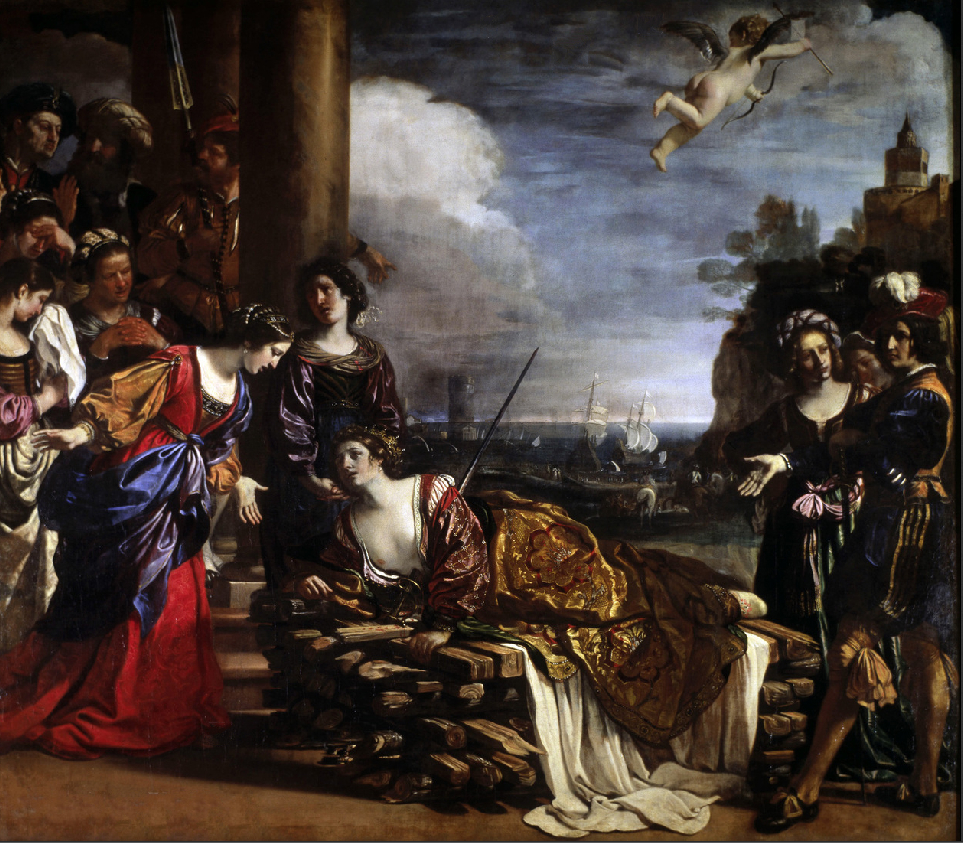
Morte de Dido, de Guercino.
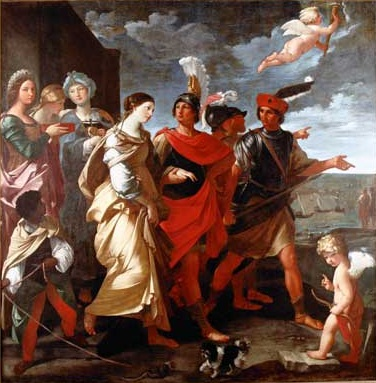
Rapto de Helena, de Giacinto Campana.
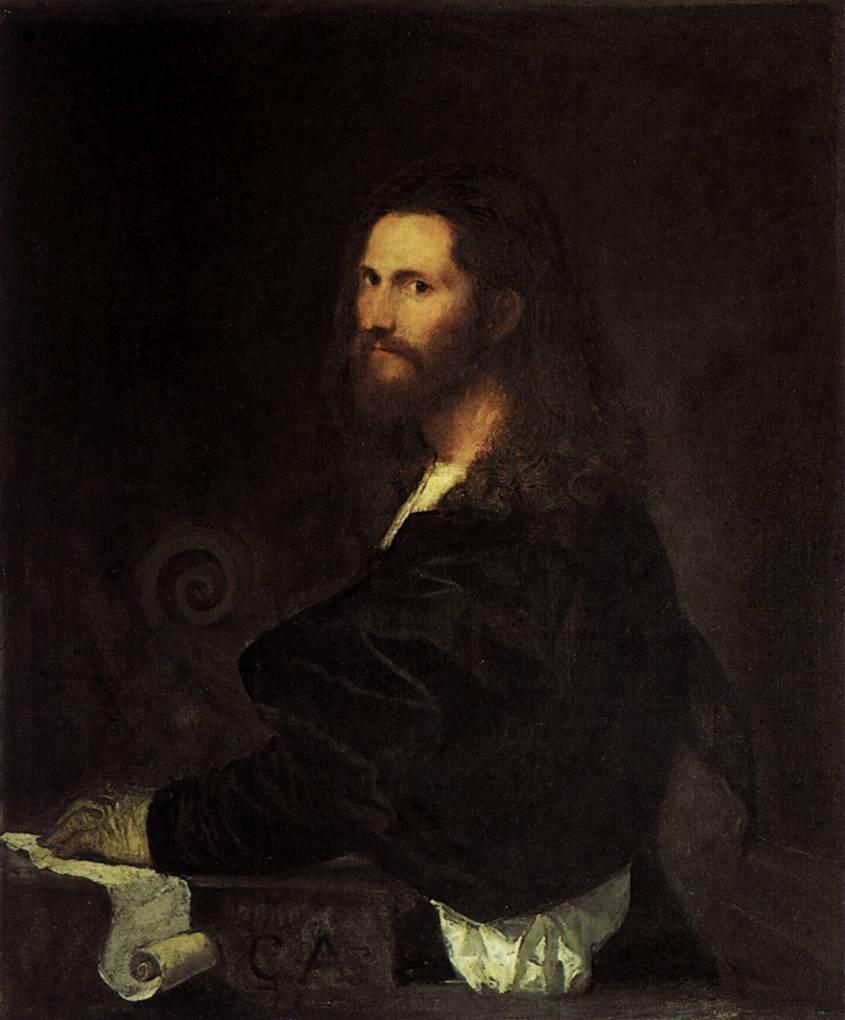
Retrato de um Músico, de Ticiano.
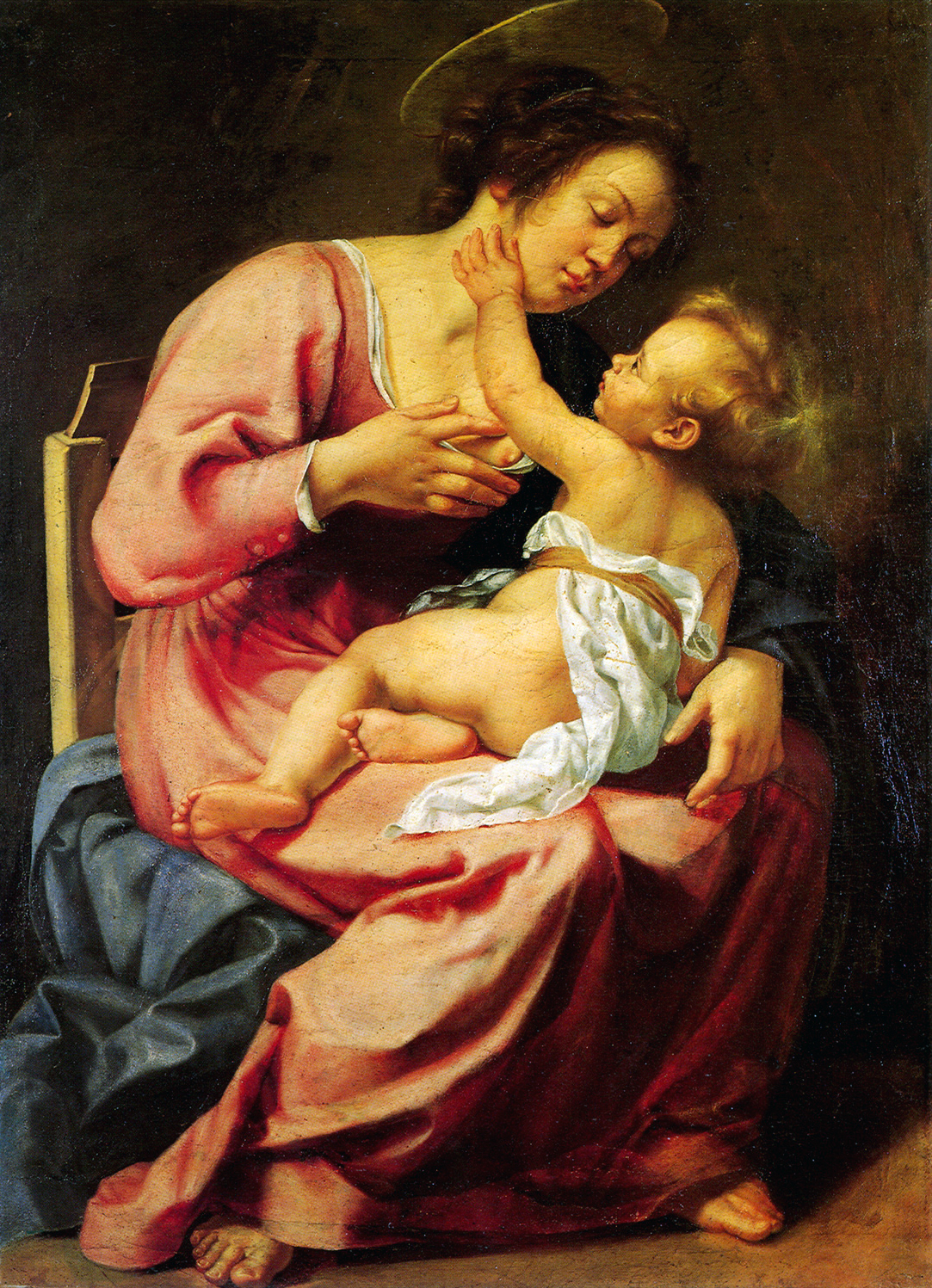
Madona com o Menino, de Artemisia Gentileschi.